# John Fletcher
John Fletcher (Rye, Sussex, 1579. november – London, 1625. augusztus) a Jakab-kori színház népszerű írója. Egyedüli szerzője több mint ötven darabnak, de számos kortársával együttműködve is megannyi színmű megalkotásában is részt vett.

## Élete
Richard Fletcher lelkész fiaként született. Unokatestvére Phineas Fletcher költő, a Purple Island szerzője. John Cambridge-ben a Corpus Christi College diákja volt, melynek édesapja volt az elnöke. 1596-ig mindkét szülője elhunyt, adósságokat és kilenc gyermeket hagyva hátra.
Gyakorlatilag semmilyen további információ nem ismert róla egészen 1606-ig, amikor is csatlakozott egy irodalmárok és bölcsek csoportjához, akik a Mermaid Tavernbe szervezték gyülekezőiket. Valószínűleg ez lehet az a hely, ahol megismerkedett egyik legismertebb írópartnerével, William Shakespeare-rel, valamint Benjamin Jonsonnal, és Francis Beaumont-nal, akivel neve szoros összeköttetésben áll, amikor vígjátékairól beszélünk. Fletcher írói társulása Beaumont-nal 1607-től egészen az utóbbi haláláig tartott (1616). További darabokat írt Philip Massingerrel, Thomas Middletonnal, és magával Jonsonnal is.
Az Erzsébet-kori dráma alapjait létrehozó szerzők általában kétes hírű, zavaros előélettel és származással rendelkező emberek voltak, s hiába járt néhányuk egyetemre, mindannyian szegények voltak. Fletcher és Beaumont voltak a színműírás első olyan pályakezdői, akik előkelő családból származtak és gyakran mozogtak gazdag körökben. Ez a társadalmi környezet volt korábban a magyarázat ama képességükre, hogy a magas társadalmi szintre született hölgyek és urak beszélgetéseit természetesen tudták átadni és ábrázolni műveikben.

## Munkássága
Fletcher első jegyzett saját szerzeménye, A hűséges pásztorlány (1609) után egyedül folytatta darabjainak írását.
Saját szerzeményei közé tartozik szintén a Bonduca, egy történelmi tragédia (1614), a Lehetőségek (1617) című komédia, mely egy Cervantes-mű adaptációja, a The Tamer Tamed (1624), mely válasz Shakespeare A makrancos hölgy című vígjátékára, egy politikai dráma, a The Loyal Subject (1618) és egy tragédia, a Valentinian (1610–1614).
Fletcher együttműködött Shakespeare-rel két darab megírása során: A két nemes rokon (1613–1616) és a VIII. Henrik (1613). Szakmai körökben mára már elfogadottnak tekintik, hogy Shakespeare és Fletcher együtt írta a Két nemes rokont, habár 1623-ban Shakespeare műveinek gyűjteményében mégsem került kiadásra.

## Írói stílusa
Fletcher igazi műfajaként a komédiát részesítette előnyben, s többnyire emiatt lett ismert. Az első darab, melyet Francis Beaumont-nal együttműködve írt A Nőgyűlölő (1606), de legnépszerűbb darabjuk a harsány és vicces A fényes borstörő lovagja (1607), melyben Miguel de Cervantes hatására Beaumont és Fletcher kifigurázza a kor divatos, túláradó és csöpögős színdarabjait. Darabjukban még a közönséget is kigúnyolták, főleg azokat, akik szerettek a színpad előtt ülni és beavatkozni a darabba. A darab nagy sikere és népszerűsége után Fletcher és Beaumont soha nem néztek többet hátra. Nagyon közeli barátságot, valamint virágzó és kreatív munkakapcsolatot ápoltak. John Aubrey szerint olyan közel álltak egymáshoz, hogy néha még a ruhájukat is megosztották egymással.
Együttműködésük további gyümölcsei a Philaster (1609), egy romantikus szerepcseredarab, A lány tragédiája (1610), egy gyilkosságról és árulásról szóló dráma, s végül, de nem utolsó sorban a Király és mégsem király (1611), egy fekete komédia, mely csordulásig van vérfertőzéssel, mi több, szerepcserékkel. Mindezek ellenére a darab mégis happy enddel ér véget.

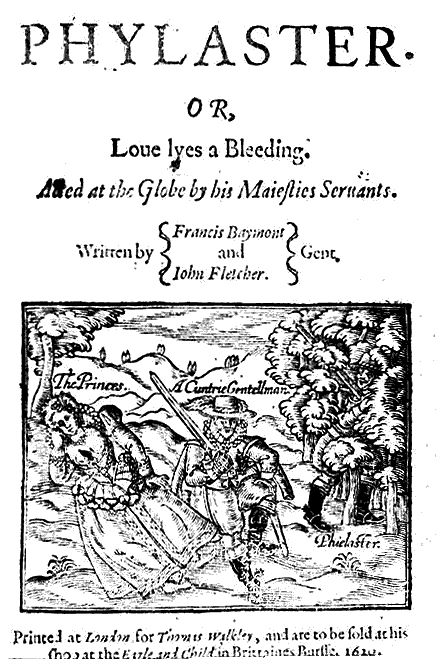
Philaster – John Fletcher és Francis Beaumont 1609-ben írott közös színműve

Szomorú nap volt az angol színház számára, amikor Francis Beaumont meghalt. Első gyűjteményes kiadása, melyben Fletcherrel közösen szerzett művei kaptak helyet, 1647-ben jelent meg. A közös darabok továbbra is népszerűek maradtak a 18. században. és napjainkban úgyszint gyakran színpadra viszik őket.

## Halála
Fletcher Londonban halt meg 1625-ben pestisben, amely közel 40 000 emberrel végzett abban az időben. Az antikvárius John Aubrey állítása szerint Fletcher ahelyett, hogy elmenekült volna, inkább a városba indult, hogy méretet vegyenek róla öltönyének elkészítéséhez.

## A hűséges pásztorlány
A Jakab-kori színpadi műve, amely elindította Fletcher írói karrierjét. Bár az első előadás kudarcba fulladt, az ezután következő nyomtatott szöveg már jelentősebb volt, hisz tartalmazta Fletcher meghatározó tragikomédia definícióját. Mint Fletcher több más hasonló stílusú műve, A hűséges pásztorlány is a szexualitás sötétebb oldalával foglalkozik, valamint szexuális féltékenységgel, egy komikus keretbe foglalva azt.
A darab névadója Clorin, egy szűz pásztorlányka, aki mindennél többre értékeli a szűziességet és az önfeláldozást. Clorin tehetséges gyógyító, aki úgy döntött, hogy magányban, első szerelme sírja mellett fogja élni életének hátralevő részét. Clorin szexuális frusztrációval küzdő párokat gyógyít és megbékélést képes nyújtani számukra.
A cselekmény egyik szálában Perigot, a pásztor és Amoret, a pásztorlány szerelmesek egymásba, bár a szerelmük tiszta és beteljesületlen. Ám Amariliss, egy másik pásztorlány szintén szerelmes Perigotba és alá akarja ásni a boldog kapcsolatot. Egy másik pásztor, Sullen segítségét kéri, aki egy szabados elvű gazember, aki bármeddig képes lenne elmenni, hogy elérje vágyait. Egy varázs szökőkút segítségével Amarillis eléri, hogy Amoret megkedvelje. Az átváltozott Amarillis előrehaladást ér el Perigottal való kapcsolatában, amikor sikerül meggyőznie őt arról, hogy az ő Amoretje tisztátalan. Keserűen csalódva szerelmében, Perigot leszúrja az igazi Amorettet, hagyja meghalni, majd Sullen bedobja a testét a folyóba. Amoret azonban megmenekül a folyó Isten közbelépése által. Amarillis később bevallja csalását Perigotnak, de ez még több zavart okoz: amikor a meggyógyított Amoret próbálja kibékíteni Perigotot, az utóbbi azt hiszi, hogy ő ismét Amarillis Amoretnek álcázva magát, s ezért másodszor is leszúrja őt. Egy szatír megtalálja a megsebzett Amorettet és Clorinhoz viszi meggyógyíttatni. Eközben Perigot képtelen lemosni Amorett vérét a kezeiről, ezért ő is Clorin segítségét kéri. De még a szentelt víz sem tudja megtisztítani őt, mivel kezeihez egy ártatlan leány vére tapad. Perigot találkozik Amorettel és bocsánatáért könyörög. Amorett megbocsát neki, s ekkor kezei tisztává válnak.
A cselekmény második szálában a buja pásztorlány, Cloé bárkivel szerelembe tud esni. Először megpróbálja elcsábítani a tehetős pásztort, Daphnist, de túl visszafogottnak tartja őt a saját ízléséhez. Ezután Alexis pásztorral kezd ki, aki buzgón engedelmeskedik neki. Este találkoznak egy légyottjukra, de Sullen kémkedik utánuk, mivel hirtelen Cloé iránt kezd vágyakozni. Sullen megtámadja Alexist, s közben Cloé elszalad. A szatír elviszi a megsebzett Alexist Clorin faházába, ahol Clorin meggyógyítja őt és megtanítja neki, hogyan szabadulhat meg testi vágyától. Cloé szintén Clorinhoz kerül és megtisztul fegyelmezetlen vágyaitól.
Egy másik szálon Thenot, egy pásztor szerelmes Clorinba. Thenot Clorin állhatatosságát csodálja leginkább a halott szerelme iránt. Végül Clorin tettetvén, hogy beleszeretett, meggyógyítja Thenotot az ő lehetetlen szerelmétől. Visszautasítván, Thenot elveszti a vágyait Clorin iránt és távozik.
A darab végére Amarillist és Sullent elkapják és Clorinhoz viszik. Köztudottá tétetik a tetteiket és Sullent száműzik, ám Amarillis bűnbocsánatot tanúsít és megbocsátást nyer. Perigot és Amorett Cloéval és Alexisszel együtt ígéretet tesznek, hogy ezután hűségesen és tisztán fogják szeretni a másikat.

## Színművei
Önálló színművei:
- A hűséges pásztorlány (1608–1609)
- Monsieur Thomas (1639)
- Wit Without Money (1639)
- Rule a Wife and Have a Wife (1640)
- Valentinian (1647)
- The Woman's Prize, or The Tamer Tamed (1647)
- Bonduca (1647)
- The Chances (1647)
- The Mad Lover (1647)
- The Loyal Subject (1647)
- The Humorous Lieutenant (1647)
- Women Pleased (1647)
- The Island Princess (1647)
- The Pilgrim (1647)
- A Wife for a Month (1647)
- The Wild Goose Chase (1652)

Színművei Francis Beaumont-nal:
- A nőgyűlölő (1606)
- Philaster (1608)
- A lány tragédiája (1611)
- Cupido bosszúja (1611)
- Király és mégsem király (1611)
- A rátarti hölgy (1614)
- A szerelem zarándokútja (1616)
- A nemesúr (1625)

Színművei Messingerrel:
- Sir John van Olden Barnavelt (1619)
- The Elder Brother (1637) The Little French Lawyer (1647)
- A Very Woman (1655)
- The Custom of the Country (1647)
- The Double Marriage (1647)
- The False One (1647)
- The Prophetess (1647)
- The Sea Voyage (1647)
- The Spanish Curate (1647)
- The Lovers' Progress or The Wandering Lovers (1647)

Színművei Shakespeare-rel:
- Cardenio (1613)
- VIII. Henrik (1623)
- A két nemes rokon (1634)

## Magyarul
- Francis Beaumont–John Fletcher: A lány tragédiája; ford. Rónay György, jegyz. Róna Éva; inː Angol reneszánsz drámák. Shakespeare kortársai, 1–3.; vál., szerk., bev. Szenczi Miklós; Európa, Budapest, 1961 (A világirodalom klasszikusai)
- A hűséges pásztorlány; ford. Mészöly Dezső, jegyz. Kocztur Gizella, Stephanides Károlyné; inː Angol reneszánsz drámák. Shakespeare kortársai, 1–3.; vál., szerk., bev. Szenczi Miklós; Európa, Budapest, 1961 (A világirodalom klasszikusai)

## Fordítás
- Ez a szócikk részben vagy egészben  a   The Faithful Shepherdess című angol Wikipédia-szócikk ezen változatának fordításán alapul.  Az eredeti cikk szerkesztőit annak laptörténete sorolja fel. Ez a jelzés csupán a megfogalmazás eredetét és a szerzői jogokat jelzi, nem szolgál a cikkben szereplő információk forrásmegjelöléseként.